# Kodokushi
Kodokushi (孤独死), o mort solitària, es refereix a un fenomen social descrit al Japó de persones que moren soles i romanen sense ser descobertes durant un llarg període. El kodokushi s'ha convertit en un problema social creixent al Japó, atribuït als problemes econòmics i a l'envelliment de la població japonesa. També es coneix com koritsushi (孤立死; mort per aïllament) i dokkyoshi (独居死; viure i morir sol).

## Història
El kodokushi es va documentar per primera vegada als diaris japonesos durant la dècada del 1970, i els estudis que examinen el fenomen van començar ja el 1973, amb enquestes dutes a terme pel Consell Nacional de Benestar Social i per la Unió Nacional de Comissaris de Benestar de Districte Voluntaris. L'any 2000, va ser notícia al Japó el fet de descobrir el cadàver d'un home de 69 anys tres anys després de la seva mort: el seu lloguer mensual i rebuts diversos s'havien cobrat automàticament del seu compte bancari i només després d'esgotar-ne estalvis es va descobrir el seu esquelet a casa seva. El cos havia estat consumit pels cucs i els escarabats.
Les estadístiques sobre el kodokushi sovint són incompletes o inexactes. L'emissora pública NHK va informar que 32.000 persones grans a tot el país van morir soles el 2009. El nombre de kodokushi es va triplicar entre 1983 i 1994, amb 1.049 morts solitàries a Tòquio el 1994. El 2008, es van registrar més de 2.200 morts solitàries a Tòquio. El 2011 es van informar de xifres similars. Una empresa de mudances privada d'Osaka va informar que una cinquena part del treball de l'empresa de mudances implicava retirar les pertinences de persones que havien mort en soledat. Aproximadament el 4,5% dels funerals de 2006 van implicar casos de kodokushi.

## Causes
S'han proposat diverses raons per a l'augment del kodokushi. Un dels motius esgrimits és l'augment de l'aïllament social. Una proporció decreixent de persones grans viuen en habitatges intergeneracionals i, en canvi, viuen soles. Les persones grans que viuen soles tenen més probabilitats de no tenir contacte social amb la família i el veïnat i, per tant, tenen més probabilitats de morir soles i romandre sense ser descobertes.
A més, s'ha considerat que la bombolla financera i immobiliària del Japó que va esclatar el 1991 va contribuir a l'augment de les morts solitàries, atès que molts empresaris japonesos es van veure obligats a jubilar-se anticipadament i aquests homes no s'havien casat mai i es van aïllar socialment un cop allunyats de la cultura corporativa.
Masaki Ichinose, cap de l'Institut d'Estudis sobre la Mort i la Vida de la Universitat de Tòquio, planteja la hipòtesi que l'augment del kodokushi està relacionat amb la cultura contemporània del Japó que ignora la mort. Fa uns quants centenars d'anys, els japonesos s'enfrontaven habitualment a la mort; per exemple, els cossos eren normalment enterrats per membres de la família. En canvi, al Japó contemporani, hi ha menys oportunitats de presenciar la mort i la mort s'obvia fàcilment.

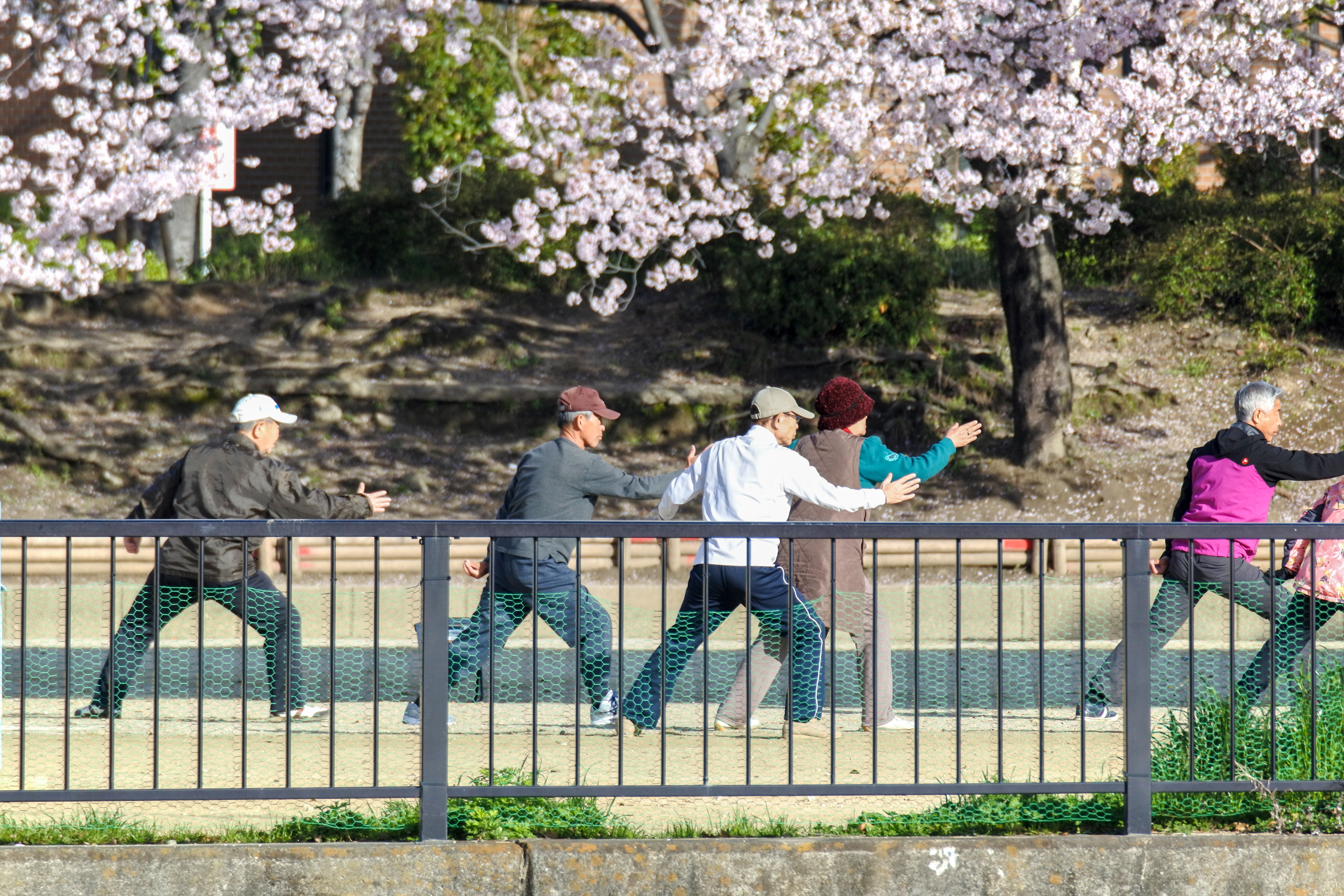

Els motius psicològics que s'associen a l'augment del kodokushi inclouen l'apatia social i l'estrès vital. L'aïllament social s'utilitza com a mecanisme de defensa per a evitar situacions d'estrès. Els estudiosos també han constatat com «el discurs contemporani construeix el kodokushi com una "mala mort" i com a evidència de la decadència dels vincles socials "tradicionals", com ara els vincles familiars, de barri i d'empresa», amb iniciatives governamentals i comunitàries que s'impulsen «per a implementar nous sistemes de benestar, sovint suggerint reactivar els vincles familiars i comunitaris perduts».
Alguns districtes del Japó han iniciat programes i accions per a evitar morts solitàries. Els funcionaris del barri de Shinjuku de Tòquio han iniciat una campanya de conscienciació sobre el kodokushi que inclou esdeveniments socials i un seguiment del benestar de la gent gran.

## En altres països
El fenomen s'ha destacat com a motiu de preocupació a Hong Kong i Corea del Sud. Com el Japó, ambdós països tenen poblacions envellides i un nombre creixent de persones grans que viuen soles i aïllades.
A Corea del Sud, l'equivalent s'anomena godoksa (en hangul: 고독사). Com que godoksa no és un terme legal, aquestes morts sovint es classifiquen com a «morts separades». El terme s'ha ampliat per descriure les morts (ja siguin naturals o suïcidis) de persones de mitjana edat que són solteres i viuen retirades de la societat.